# Pieter Lastman

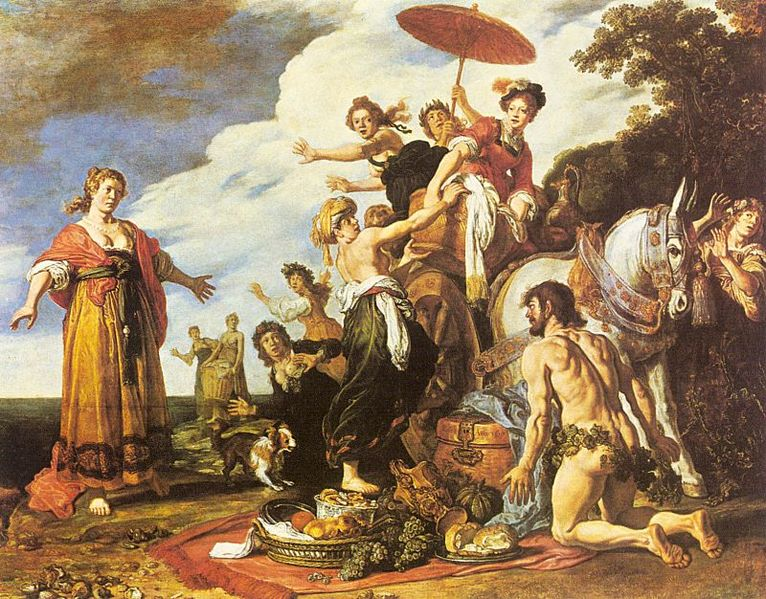
Odyseusz i Nauzykaa, Stara Pinakoteka

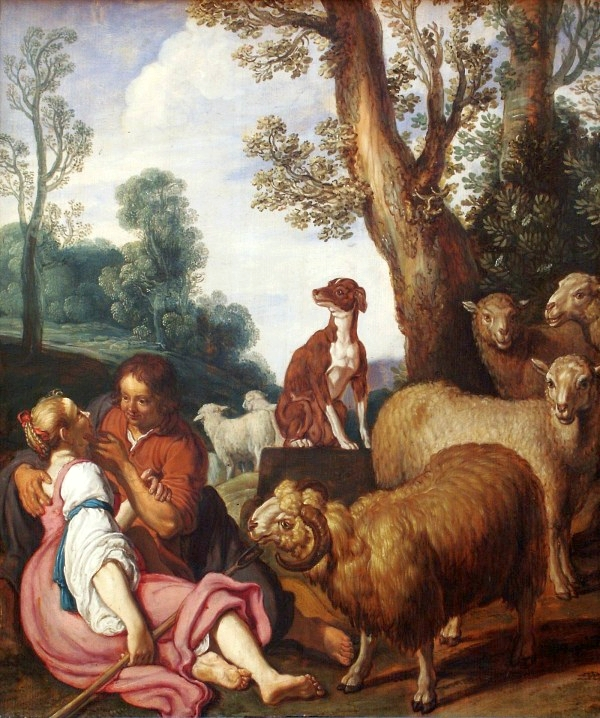
Scena pasterska (Granida i Daifilo), Muzeum Narodowe - Oddział Sztuki Dawnej w Gdańsku

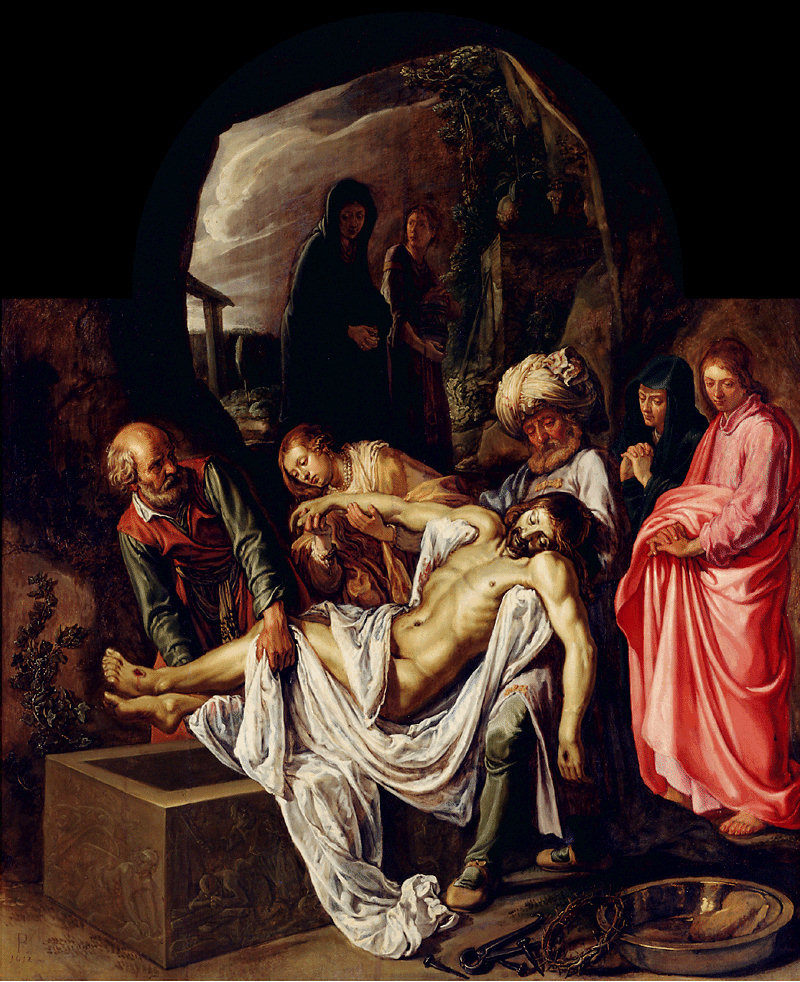
Złożenie Chrystusa do grobu, Palais des Beaux-Arts w Lille

Pieter Lastman (ur. 1583 w Amsterdamie, zm. 4 kwietnia 1633 tamże) – holenderski malarz.
Lastman był synem złotnika Pietera Segersza. Naukę pobierał, według relacji Karela van Mandera, u malarza Gerrita Pietersza Sweelincka. Po jej zakończeniu w latach 1601-1606 odbył podróż do Włoch, gdzie zapoznał się z twórczością Caravaggia i Adama Elsheimera, pod których wpływem tworzył swoje obrazy. Najstarsze znane dzieło Lastmana pochodzi z 1606. W 1607 powrócił do Amsterdamu, gdzie pracował do śmierci. Uczniami Lastmana byli między innymi Jan Lievens i Rembrandt.
Pieter Lastman tworzył przede wszystkim na tematy biblijne i mitologiczne. Jego specjalnością było również malowanie krajobrazów oraz malarstwo historyczne.

## Wybrane prace
- Abraham w drodze do Kanaan, 1614,
- Anioł i prorok Balaam, 1622,
- Bitwa między Konstantynem i Maksentiuszem, 1613, płótno, 158×165 cm. (zobacz Bitwa przy moście Mulwijskim)
- Dawid grający na harfie, 1628, drewno, 79×117 cm.
- Gniew Ahaswera na Hamana, ok. 1615, Muzeum Narodowe w Warszawie
- Odyseusz i Nauzykaa, 1619, drewno, 90×115 cm., Stara Pinakoteka
- Ofiara Junony, 1630, drewno, 74×106 cm.
- Parys i Ojnone, 1619,
- Pożegnanie Hagar, 1612, drewno, 49×71 cm.
- Scena pasterska (Granida i Daifilo), 1624, Muzeum Narodowe - Oddział Sztuki Dawnej w Gdańsku
- Ucieczka z Egiptu, 1608, drewno, 28×24 cm.
- Złożenie Chrystusa do grobu, 1624, Palais des Beaux-Arts w Lille